# Contra timp 2
Contra Timp 2: Fara Scapare este un film de televiziune bazat pe formatul spaniol "Cuenta atras” și este produs de MediaPro Pictures pentru Pro TV.

## Sinopsis
În timp ce Boboc și Lori sunt în Spania pentru a-l escorta pe Corsicanu - un temut traficant de carne vie ce urmează a fi extrădat - Bogdan, Maria și Dobrescu se confruntă cu un criminal în serie psihopat, care își arde victimele de vii.De la distanță, Boboc încearcă să-i ajute în anchetă. Corsicanu însă deturnează cu ajutorul unui complice avionul care se îndrepta spre România, ținându-i prizonieri pe Boboc și pe Lori. Între timp, ucigașul face alte victime. Echipa din București descoperă o legătură între crime și un accident care a avut loc cu mult timp în urmă, însă nu pot pune cap la cap informațiile.

## Distribuție
- Dragoș Bucur - Călin Boboc
- Andi Vasluianu - Bogdan Codrea
- Raluca Aprodu - Lori Ispas
- Tili Niculae - Maria Mocanu
- Ion Sapdaru - Teo Dobrescu
- Florin Piersic Jr. - Corsicanu